# Sinte Galeshka

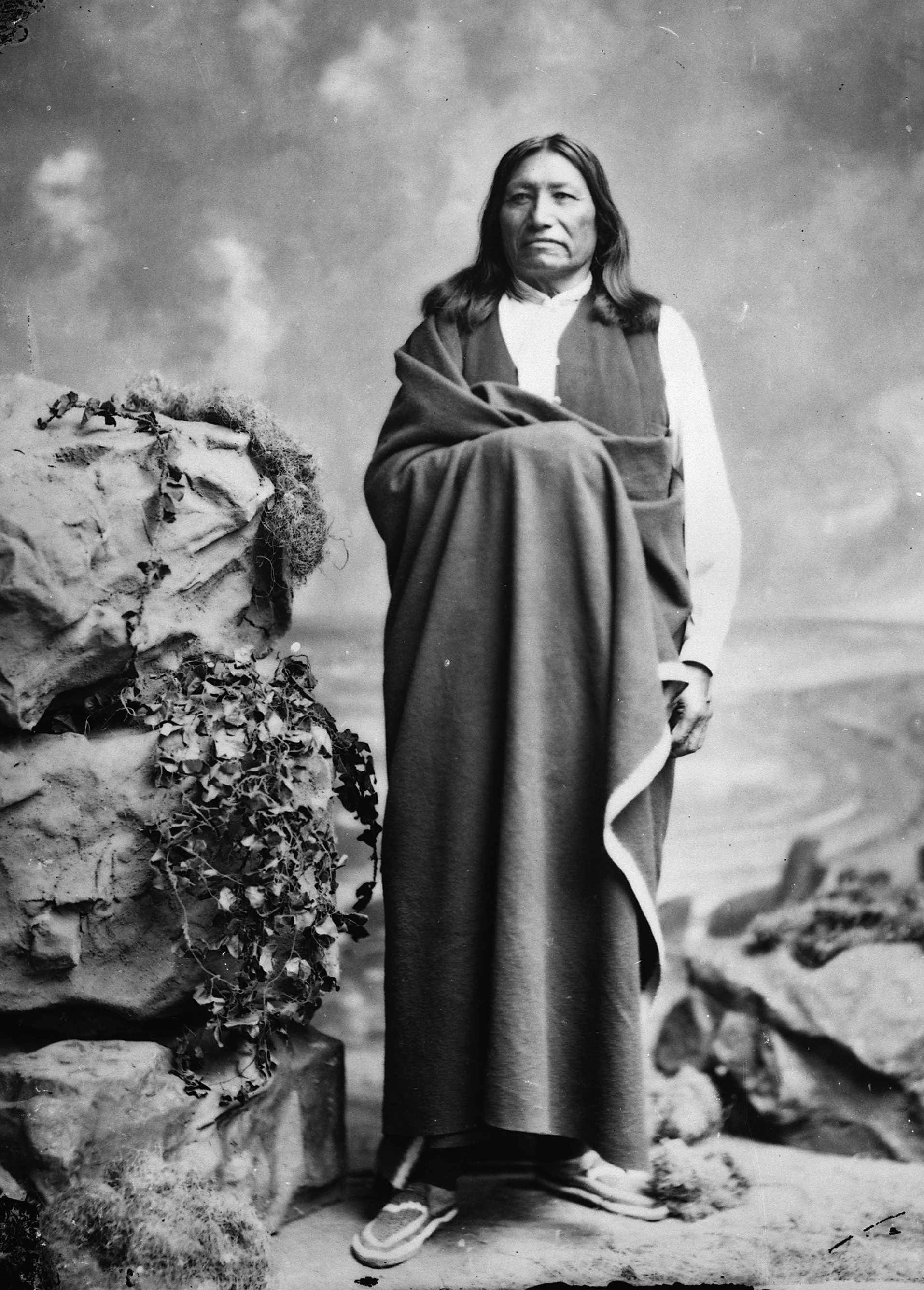
Imagen de Spotted Tail.

Sinte Galeshka, o correctamente Sinte Gleśka (1823-1881) fue un jefe sioux conocido entre los estadounidenses como Spotted Tail (cola manchada). Compañero de Caballo Loco, de joven se distinguió en las guerras con los pawnee. En 1854 arrasó Salt Lake City y fue hecho prisionero por los estadounidenses. A partir de entonces se convirtió en un jefe pacífico y participó en el Tratado de Fort Laramie de 1866. En 1870 participó en nuevas conversaciones en Washington junto con Nube Roja. Sin embargo, en 1873 atacó un campamento pawnee y en 1876 ayudó a Toro Sentado en la batalla de Little Big Horn. Pese a todo, firmó el acuerdo de cesión de Paha Sapa. Murió asesinado por Crow Dog.